# Korond község
Korond község (románul: Comuna Corund) község Hargita megyében, Romániában. Központja Korond, beosztott falvai Atyha, Fenyőkút, Kalonda, Pálpataka.

## Népessége
A 2011-es népszámlálás adatai alapján a község népessége 6135 fő volt.